# Victoria (järnvägsstation)
Victoria är en järnvägsstation och tunnelbanestation i stadsdelen City of Westminster i centrala London. Den är ändstation för tåg från områden sydost om London. Victoria öppnades år 1860 och har 70 miljoner besökare varje år. Stationen har 19 spår och tunnelbanestationen har 4 spår. Den är uppkallad efter den brittiska monarken Viktoria av Storbritannien. Tunnelbanestationen trafikeras av Circle line och District line vars station öppnade 1868 samt Victoria line som tillkom 1968.

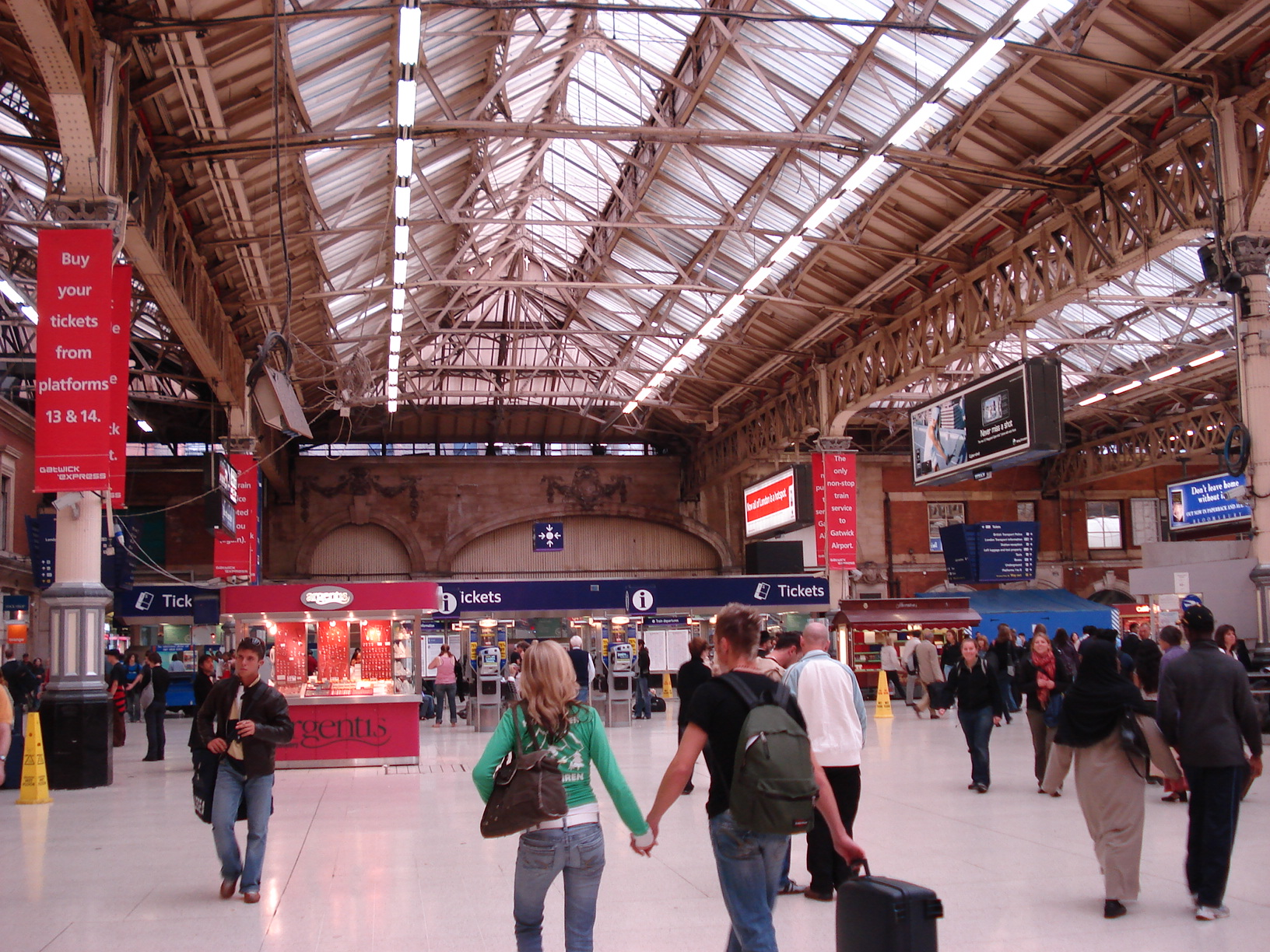
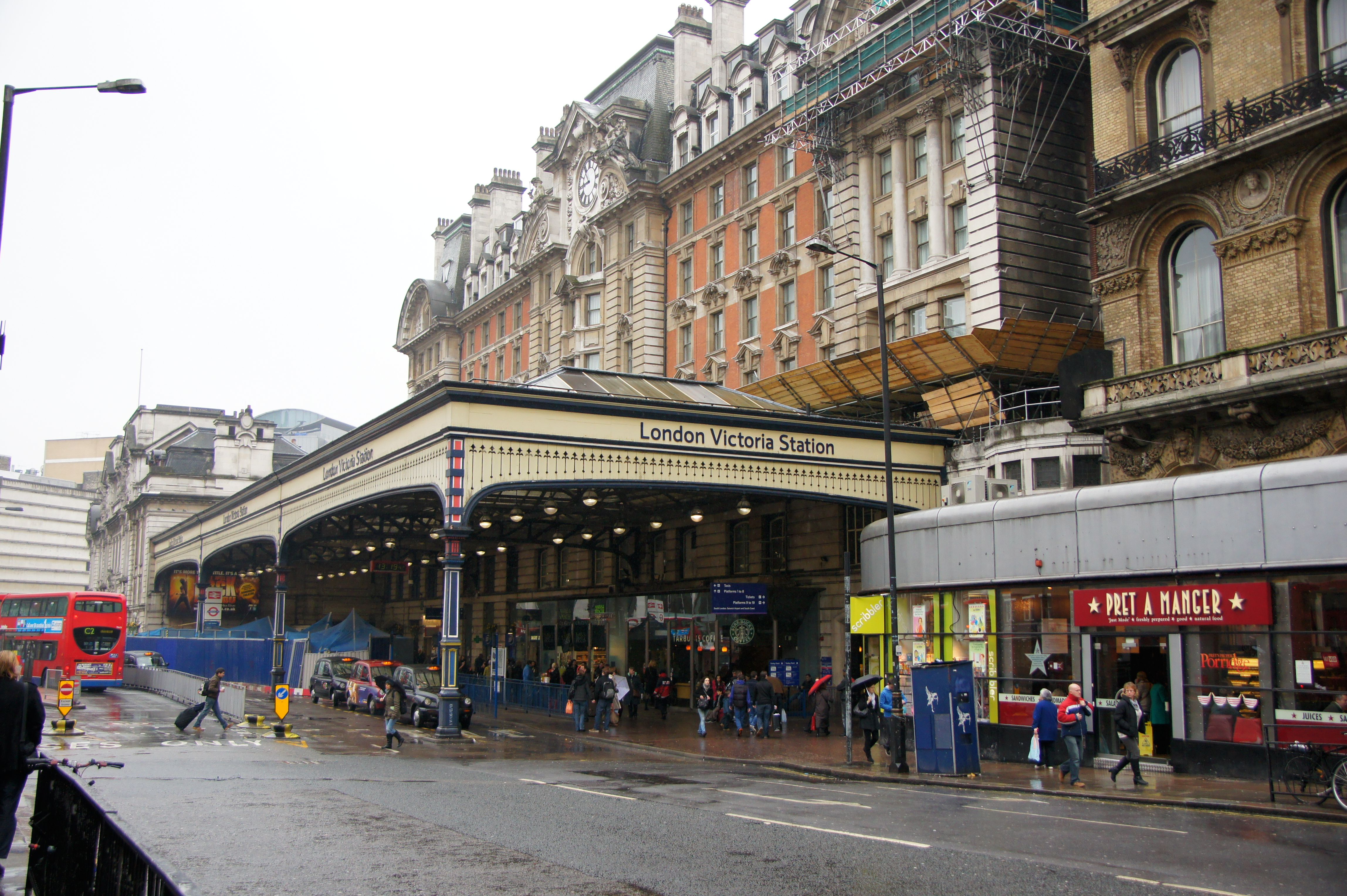
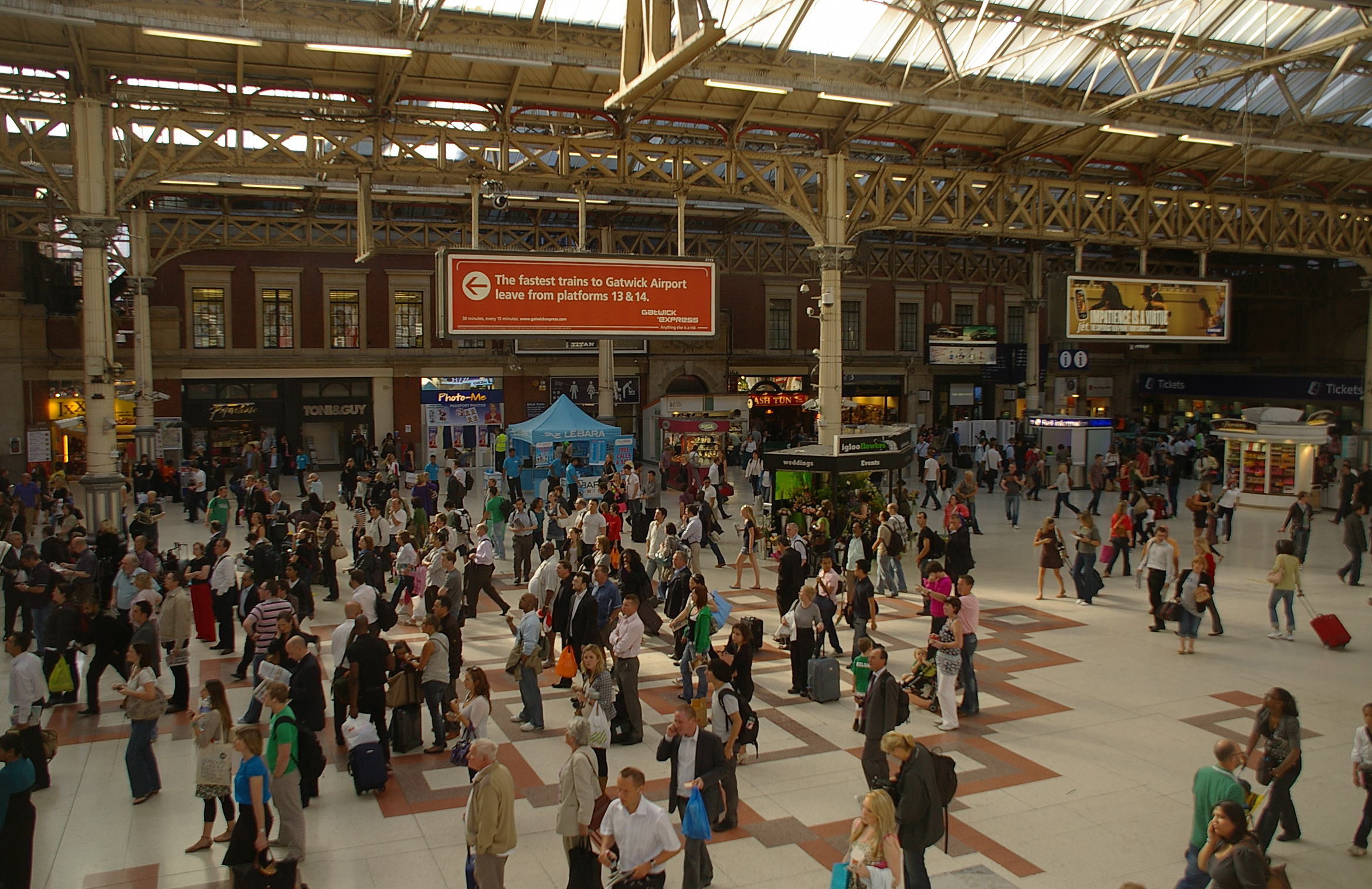
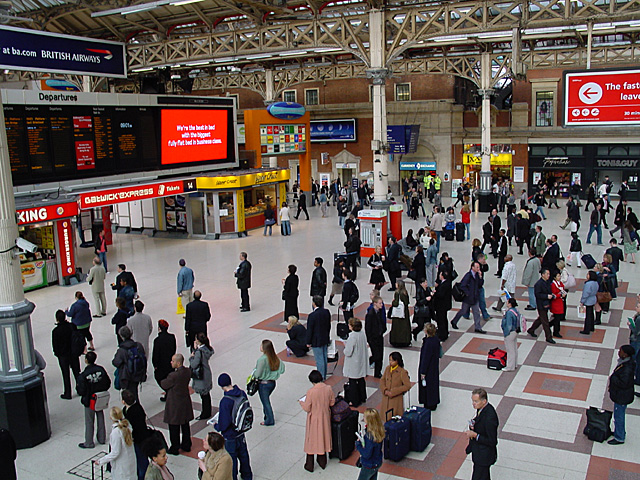
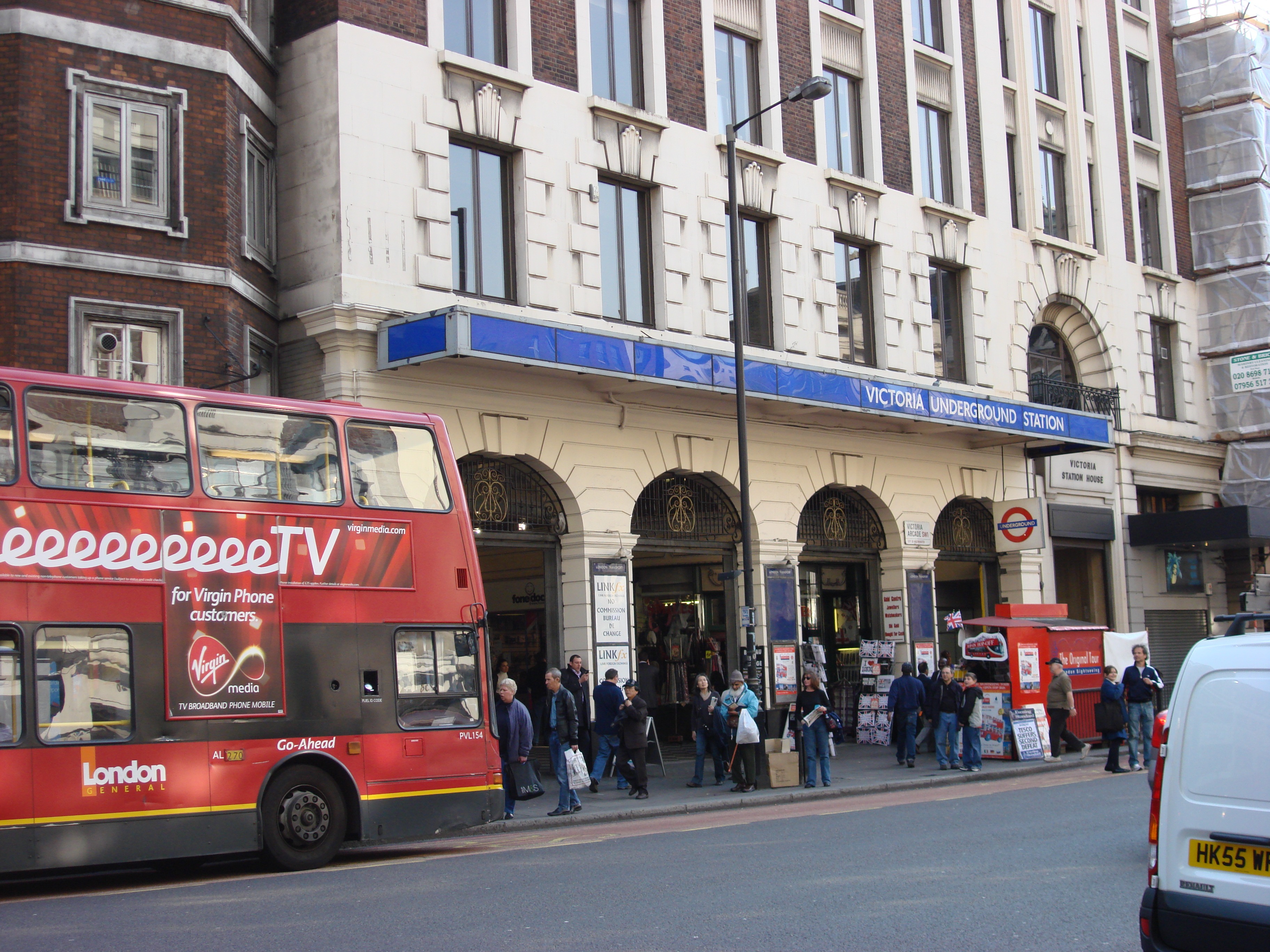
Tunnelbaneentré
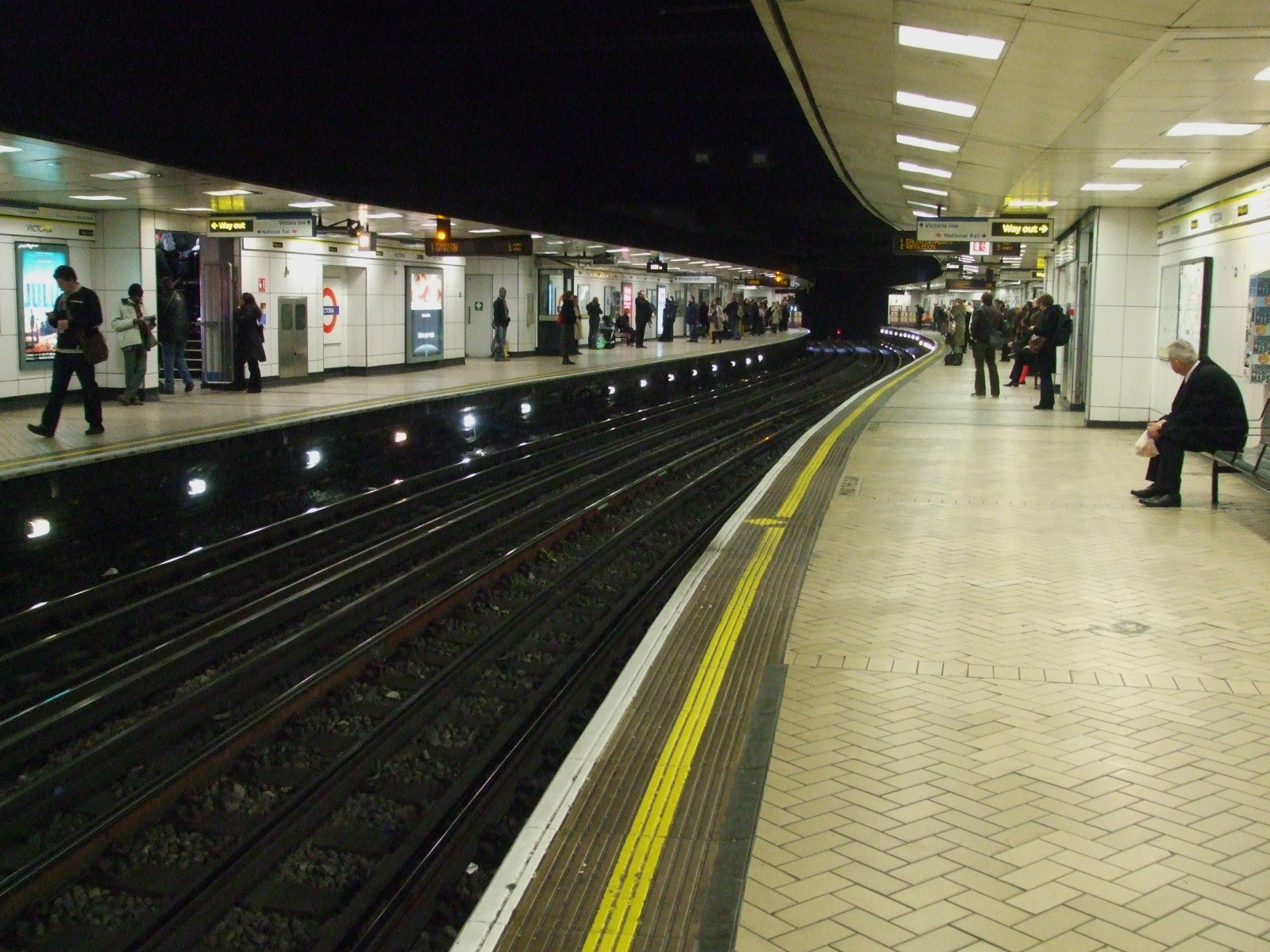
Circle line och District line
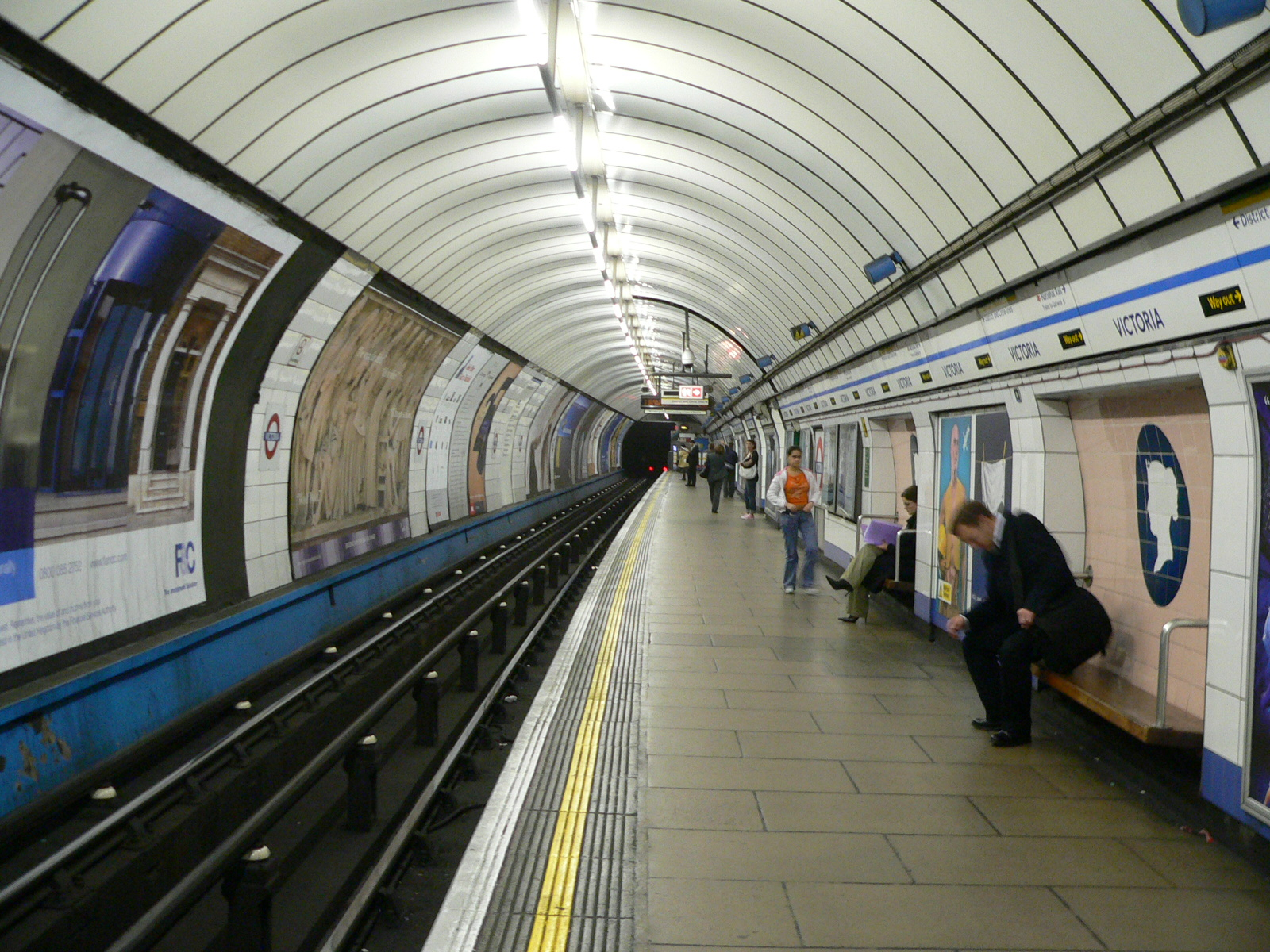
Victoria line
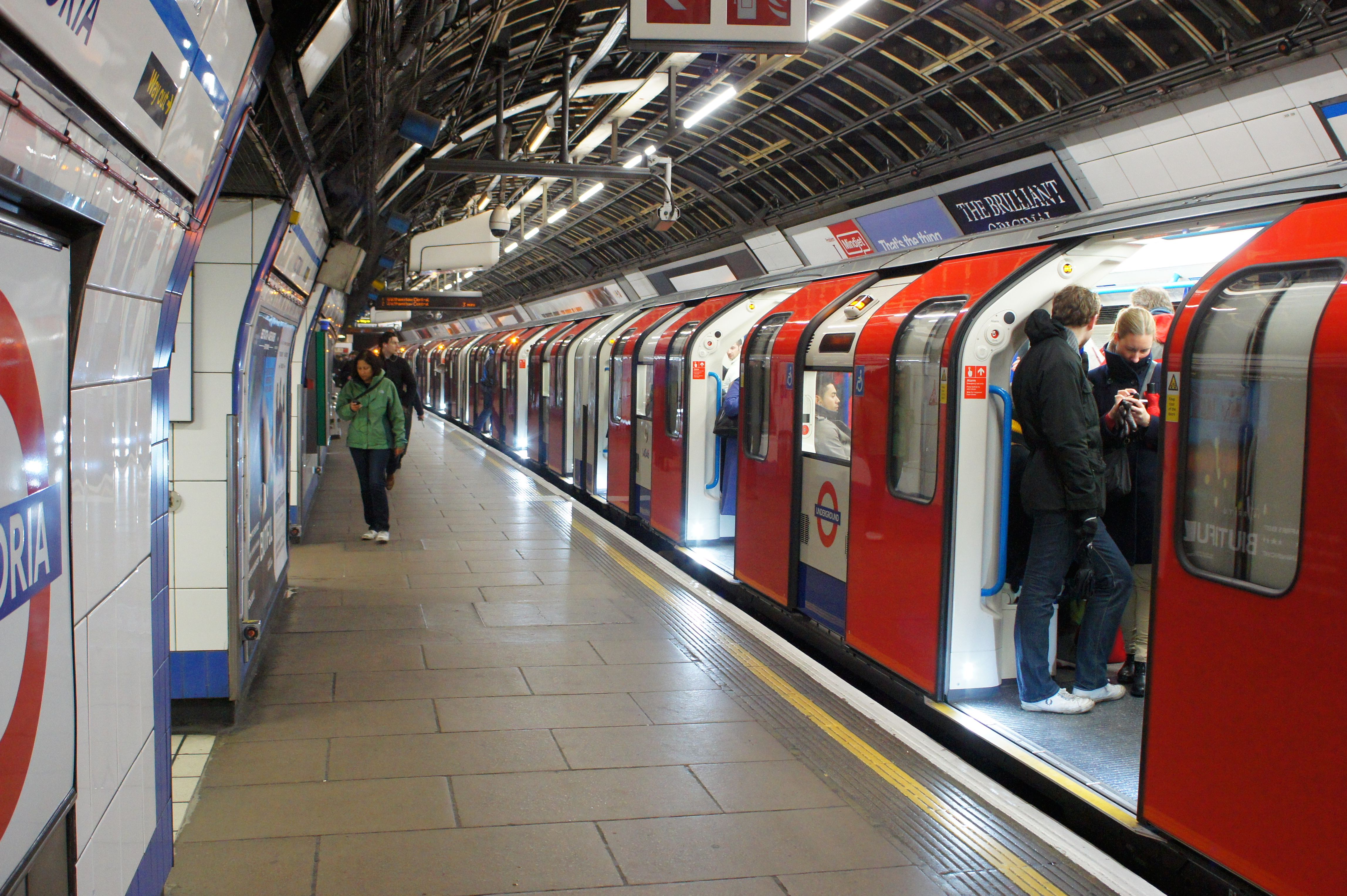
Victoria line